# Epszilon fejsze

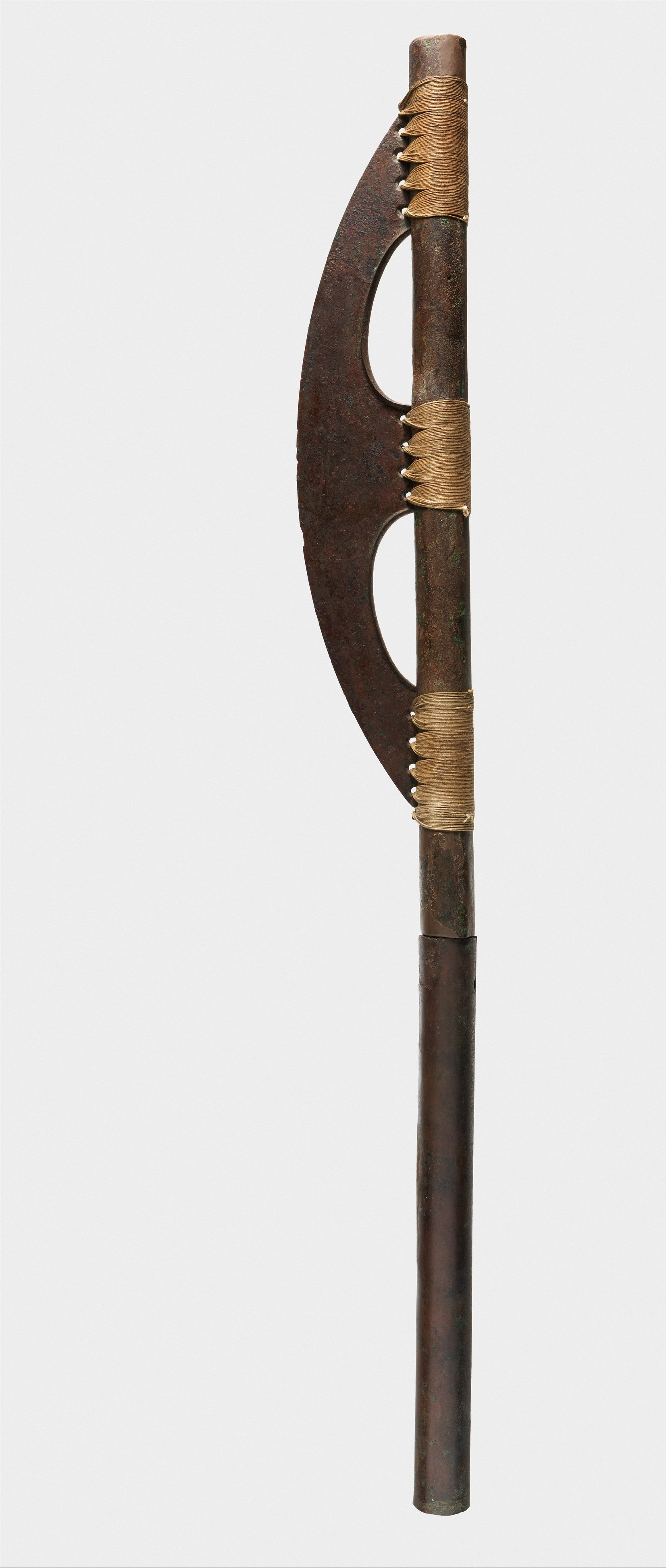
Egy Kr. e. 19. századi, bronz, egyiptomi epszilon fejsze (restaurált szár és pólya), Metropolitan Museum of Art.

Az epszilon fejsze a görög epszilon (ϵ) betűhöz való hasonlóságáról kapta a nevét. Az epszilon fejszét széles körben használták a Közel-Keleten, a használata onnan terjedt el, és egyre népszerűbbé vált Kelet-Európában és Oroszországban, valamint a skandináv országokban. A fejszét egyiptomi hieroglifákon is ábrázolják, ahol a harcos az epszilon fejszét és egy pajzsot is visel, így egyesek szerint ezt a fegyvert egykezes fegyverként is használták. Az asszír tervezés bronzpéldányait a British Museumban őrzik. Egyes történészek az epszilon fejszét a "szegény ember" khopesének nevezik, lehetséges, hogy az epszilon fejszét a kevésbé értékes gyalogsághoz rendelték, míg a fő erők a khopessel voltak felszerelve.
A fejszefejet bronzból vagy rézből készítették, majd a nyelére markolattüskékkel illesztették. A fegyver szerkezete miatt a páncéltörő képessége nagyon gyenge volt, ezért elsősorban gyengén páncélozott ellenfelek ellen használták. A bardiche-hez hasonlóan a fejsze fejét általában középen vagy alul rögzítik a markolathoz, azonban az epszilon fejsze szinte minden változatánál a pengét három különböző ponton rögzítik: felül, középen és alul. Ezek a markolattüskék a markolat vájataiba illeszkedtek.. Ezután a szilárd illeszkedés biztosítása érdekében rögzítik őket.
Az epszilon fejsze némileg korlátozottabb, mint a bardiche fejsze, mivel bár ugyanaz az alapkonstrukciója, nincs olyan hegye, amely túlnyúlik a markolat hatósugarán. Emiatt nem lehet szúrófegyverként használni, ehelyett csak a harcos lendítésének erejére támaszkodik. A penge éle sokféle formát öltött, de az általános felépítése az idők során ugyanaz maradt.

## Fordítás
Ez a szócikk részben vagy egészben  az   Epsilon axe című angol Wikipédia-szócikk ezen változatának fordításán alapul.  Az eredeti cikk szerkesztőit annak laptörténete sorolja fel. Ez a jelzés csupán a megfogalmazás eredetét és a szerzői jogokat jelzi, nem szolgál a cikkben szereplő információk forrásmegjelöléseként.